# بولين بيبيه
بولين بيبيه (بالفرنسية: Pauline Bebe)‏ هي حاخامة فرنسية، ولدت في 1965 في نويي-سور-سين في فرنسا.